# Nucifraga caryocatactes

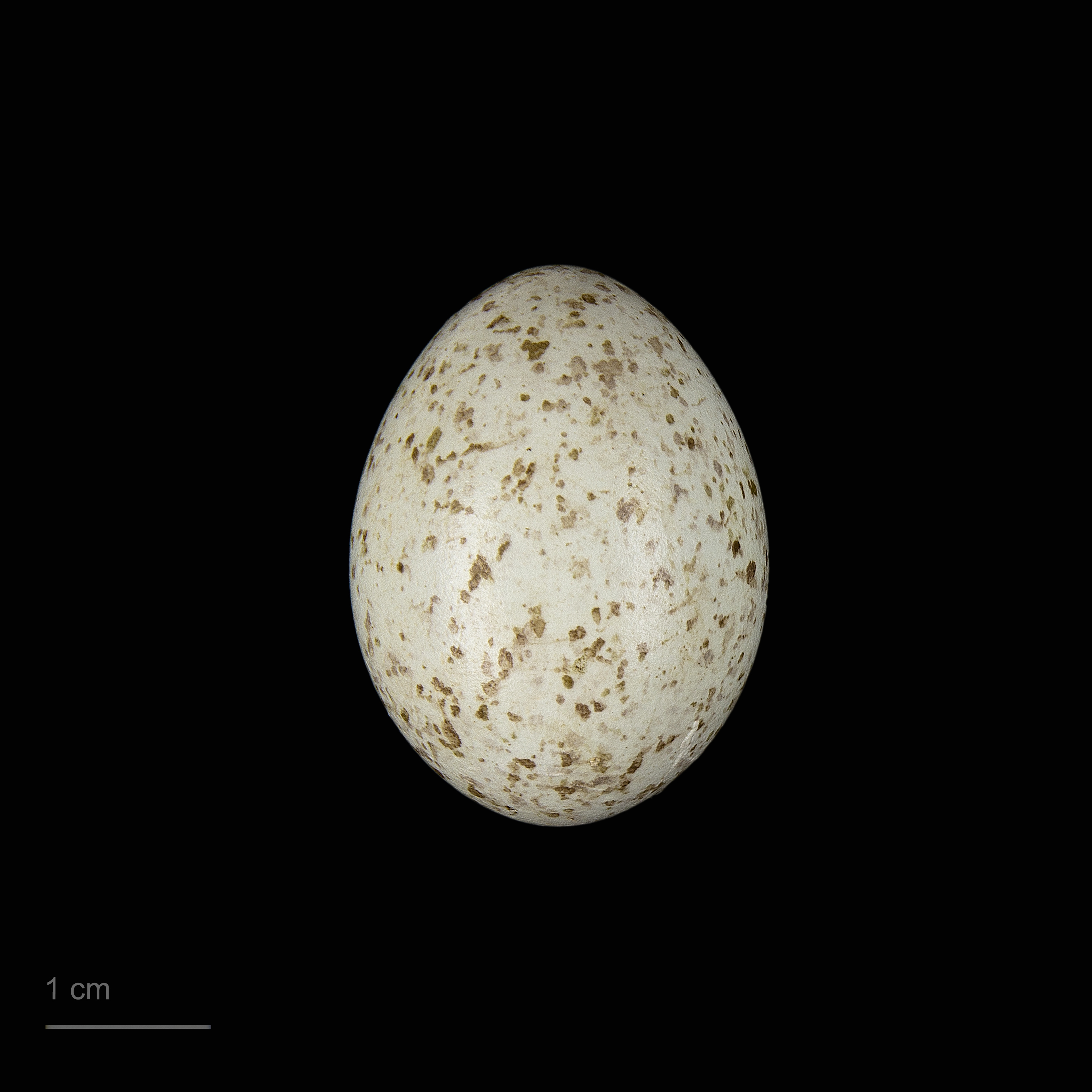
Nucifraga caryocatactes caryocatactes - (MHNT)

Quebra-nozes, quebra-nozes-malhado ou quebra-nozes-mosqueado (Nucifraga caryocatactes) distribui-se pelas florestas boreais de coníferas da Europa e da Ásia e florestas montanhosas das regiões mais meridionais. Desde o centro e leste da Sibéria, o seu território entende-se até o Cazaquistão e Himalaias. Ocorre também nas florestas contínuas de coníferas a baixa altitude e em bosques de faias.
O seu ninho é sólido e pequeno, munido de espessas paredes e construído no início da primavera, enquanto há neve nos bosques. É feito de modo a ficar fixo nos ramos das coníferas.
Alimenta-se de cones, glandes e, no outono, de avelãs.
Em caso de escassez de alimentos, podem migrar para Sul.